# Tom Nicholson
Tom Nicholson (* 3. října 1966 Suffolk, Anglie) je anglicko-kanadský novinář, který dlouhodobě působil na Slovensku.

## Život
Část svého života strávil v kanadském Ontariu, kde vystudoval střední školu a následně historii na univerzitě v Torontu. Po skončení studií začal pracovat jako redaktor pro kanadský deník The National Post of Toronto, přispíval i do Financial Times. Na Slovensku začínal nejdříve jako učitel v Piešťanech, posléze byl pedagogem na vysoké škole v Bratislavě a v současné době učí na Panevropské univerzitě. Byl šéfredaktorem novin The Slovak Spectator a vedoucím investigativních reportáží v deníku SME. V létě roku 2010 odešel pracovat do slovenského týdeníku Trend, který se zaměřuje zejména na ekonomiku a podnikání.
Tom Nicholson se proslavil zejména odhalením korupční kauzy Gorila, která je mnohými považována za největší korupční kauzu v dějinách Slovenska a která vyvolala řadu veřejných protestů na celém Slovensku. Knihu o tomto tématu předběžně zakázal vydat bratislavský soud na žádost spolumajitele skupiny Penta Investments Jaroslava Haščáka s odůvodněním, že by kniha obsahující nepotvrzené informace přinesla neoprávněný zásah do Haščákova soukromí a rovněž by mohla nepřiměřeným způsobem ovlivnit kampaň před březnovými předčasnými parlamentními volbami 2012. 
V roce 2018 se rozhodl vrátit do Kanady.

## Osobní život
Z manželství s političkou Lucií Nicholsonovou, se kterou se rozvedl v roce 2013, má dvě děti.